# The Amityville Rising
«The Amityville Rising» або «Amityville Uprising» — американський фантастичний бойовик, фільм жахів 2022 року, знятий Томасом Черчиллем за власним сценарієм для компанії Octane Entertainment. Прем'єра відбулася 11 січня 2022 року. У головних ролях: Майк Фергюсон, Коул Бенфілд, Майкл Сервантес.
На військовій базі в містечку Амітивілль внаслідок вибуху хімічних речовин сталося надприродна катастрофи. Поки сержант поліції Томас Деш намагається розв'язати поточні проблеми на дільниці, на місто обрушується кислотний дощ, який піднімає мерців із могил.

## Акторський склад
- Майк Фергюсон — Ленс МакКвін, детектив
- Коул Бенфілд — Джиммі Деш, син Ленса
- Майкл Сервантес — Сем Купер
- Ден Юн Хюк Чой — ведучий новин
- Томас Черчілль — Чак
- Браян Кларк — Чайлдс
- Майк Фоллін — зомбі
- Міка Фіцджеральд
- Трой Фромін — Маллой, поліціант
- Майкл Галіо — барменка
- Александра Зорич Гант — Мей
- Тенк Джонс — Гоуї Стівенсон, лейтенант
- Тіффані Рей Джонс — Джонс, рядова 1-го класу
- Джефф Карр — військовий
- Джойселін Лью — пані Чен
- Ентоні Річард Пальяро — військовий
- Баррі Папік — д-р Айра
- Гетер Марі Петерсон — зомбі